# 阿比可糖
阿比可糖（英语：Abequose）是一种己糖和3,6-二脱氧糖。它是沙门氏菌和柠檬酸杆菌某些血清型中存在的脂多糖中O特异性链的组成部分。它是可立糖的对映体。